# Zubair Ahmed
Zubair Ahmed (* ca. 1955) ist ein ehemaliger pakistanischer Badmintonspieler, der aus Bahawalpur stammt. Anfang April 1982 gewann er die Einzelkonkurrenz der French Open und wenige Wochen später erreichte er im Mai das Halbfinale beim Austrian International. Darüber hinaus siegte er 1985 bei den in Peschawar ausgetragenen 31. pakistanischen Badmintonmeisterschaften. Ahmed war Teamkapitän einer Mannschaft der United Bank, der unter anderem auch Tariq Wadood angehörte. Er wird rückblickend von Zeitgenossen als sehr disziplinierter Spieler sowie strenger und engagierter Kapitän beschrieben.
Am 26. Dezember 2016 war er einer von 20 Preisträgern, denen in Anerkennung für ihre Verdienste erstmals der von der Distriktsverwaltung neu geschaffene Shan-i-Bahawalpur Award verliehen wurde.